# Fabian Reid
Fabian Dwayne Reid (sinh ngày 6 tháng 8 năm 1991) là một cầu thủ bóng đá người Jamaica thi đấu cho Arnett Gardens, ở vị trí tiền vệ.

## Sự nghiệp câu lạc bộ
Sinh ra ở Kingston, Reid dành toàn bộ sự nghiệp ban đầu cùng với Boys' Town và Arnett Gardens, trước khi chuyển đến thi đấu cho câu lạc bộ Trinidad San Juan Jabloteh. Sau 2 mùa giải ở nước ngoài anh trở lại Arnett Gardens.

## Sự nghiệp quốc tế
Reid có màn ra mắt đội tuyển quốc gia cho Jamaica năm 2017. Trước tháng 5 năm 2018, Reid ghi 3 bàn trong 5 trận chính thức và không chính thức cho Jamaica.

### Bàn thắng quốc tế
Scores and results list Jamaica's goal tally first.
| #  | Ngày                | Địa điểm                                                          | Đối thủ              | Tỉ số | Kết quả | Giải đấu |
| -- | ------------------- | ----------------------------------------------------------------- | -------------------- | ----- | ------- | -------- |
| 1. | 25 tháng 8 năm 2017 | Sân vận động Hasely Crawford, Port of Spain, Trinidad và Tobago   | Trinidad và Tobago   | 2–1   | 2–1     | Giao hữu |
| 2. | 26 tháng 4 năm 2018 | Warner Park Sporting Complex, Basseterre, Saint Kitts và Nevis    | Saint Kitts và Nevis | 1–0   | 3–1     | Giao hữu |
| 3. | 29 tháng 4 năm 2018 | Sân vận động Sir Vivian Richards, North Sound, Antigua và Barbuda | Antigua và Barbuda   | 2–0   | 2–0     | Giao hữu |